# NGC 5692
NGC 5692 is een spiraalvormig sterrenstelsel in het sterrenbeeld Maagd. Het hemelobject werd op 13 mei 1883 ontdekt door de Franse astronoom Édouard Jean-Marie Stephan.

## Synoniemen
- UGC 9427
- MCG 1-37-39
- ZWG 47.123
- ARAK 454
- IRAS 14357+0337
- PGC 52317